# 凱撒必須死：舞台重生
《凱撒必須死：舞台重生》（義大利語：Cesare deve morire）是2012年由塔维亚尼兄弟执导的意大利电影，该片於2012年2月获得了第62届柏林电影节金熊奖。2012年5月4日，本片获得意大利电影金像奖最佳影片与最佳导演奖。
片中所有演员均是来自意大利罗马的雷比比亚监狱中的在押囚犯。采用黑白与彩色镜头穿插切换的拍摄手法、大量脸部特写镜头的运用和演员在剧中有力度的表演，呈现出新鲜和震撼的视觉效果。

## 剧情
讲述在一所意大利监狱中，重刑犯们排练莎士比亚的戏剧《尤利乌斯·凯撒》，这些囚犯都从剧中人物身上找到了与自己生命相关的东西的故事。

## 角色
- Cosimo Rega: Cassio
- Salvatore Striano: Bruto（布魯圖）
- Giovanni Arcuri: Cesare（凱撒）
- Antonio Frasca: Marcantonio（馬克·安東尼）
- J. Dario Bonetti: Decio
- Vincenzo Gallo: Lucio